# Yuexiu
Yuexiu är ett stadsdistrikt och säte för stadsfullmäktige i centrala delen av provinshuvudstaden Guangzhou i provinsen Guangdong i sydöstra Kina.
Yuexiu är indelat i 18 stadsdelsdistrikt (jiedao).
- Baiyun (白云街道)
- Beijing (北京街道)
- Dadong (大东街道)
- Datang (大塘街道)
- Dengfeng (登峰街道)
- Dongshan (东山街道)
- Guangta (光塔街道)
- Hongqiao (洪桥街道)
- Huale (华乐街道)
- Huanghuagang (黄花岗街道)
- Jianshe (建设街道)
- Kuangquan (矿泉街道)
- Liuhua (流花街道)
- Liurong (六榕街道)
- Meihuacun (梅花村街道)
- Nonglin (农林街道)
- Renmin (人民街道)
- Zhuguang (珠光街道)